# Cerro El Altico
El Cerro El Altico (8°00′14″N 72°02′51″O / 8.0039, -72.0476) es una formación de montaña ubicada al sur de La Grita, Táchira, Venezuela. A una altitud de 3350 m s. n. m. el Cerro El Altico es una de las montañas más altas en Táchira y forma parte de sus páramos. Se encuentra al noreste del páramo LAS COLORADAS o cerro colorado. 

## Vegetación
El Cerro El Altico se encuentra en el extremo norte del parque nacional General Juan Pablo Peñaloza. A pesar de su cercana asociación con el parque, el Cerro El Altico es el cimiento de la carretera que conecta a San José de Bolívar con la carrerera Trasandina y en susceptible conexión con el contacto humano. El Cerro y sus alrededores posee un denso bosque que es mezcla de la selva lluviosa submontano y el montano siempreverdes. De acuerdo a la altitud se aprecian cuatro formaciones vegetales:
- Bosques premontano
- Bosque húmedo
- Selva nublada
- Páramo subalpino

Se encuentran especies endémicas comunes a todos los Andes Venezolanos. Entre las especies más comunes se puede mencionas: el Guamo (Inga nobilis), el Bucare (gen. Erythrina), el Pino Laso (Decussocarpus sp.), el Jabillo (Hura crepitans), Cedro (Cedrela odorata), Laurel (Ficus maxima) y el yagrumo de hoja blanca. Hay además numerosas orquídeas del género Epidendrum.

## Fauna
La fauna es variada con presencia del oso frontino en el parque national, tapir o danta de montaña, ardilla, lapa andina paramera, puerco espín y guache paramero, que es una especie endémica de los Andes.
Dentro del parque se encuentran al menos dos especies endémica de mariposas braquípteras (Redonda bordoni Viloria & Pyrcz, 2003 y Redonda lathraia Viloria & Camacho, 2015).